# Herb Górek Wielkich

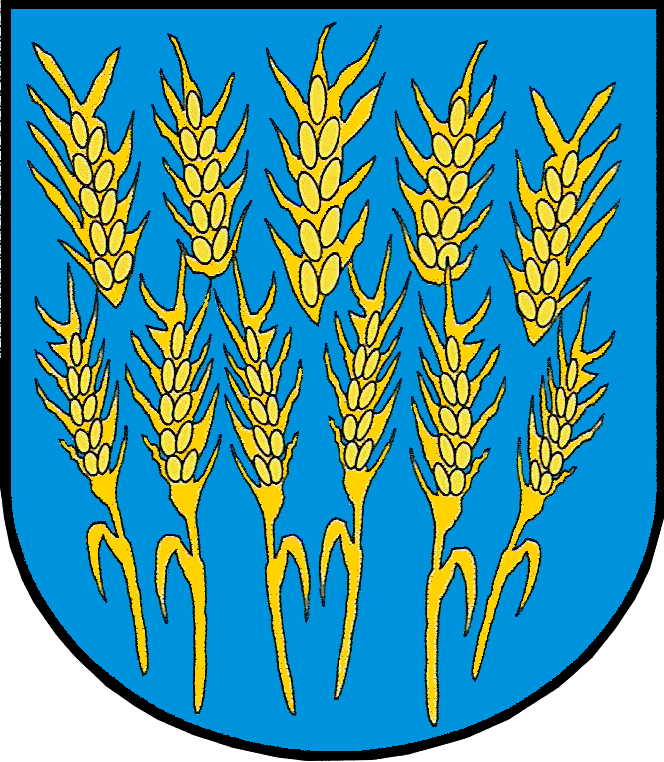
Herb Górek Wielkich

Herb Górek Wielkich przedstawia w polu błękitnym jedenaście kłosów złotych, pięć nad sześcioma, dolne z łodyżkami i listkami. 

## Historia
Godło herbowe znane jest, w nieco zmienionej formie, od XVIII wieku, kiedy pojawiło się na pieczęciach gminnych. Najstarsza pieczęć została odciśnięta na dokumencie katastralnym z 1788 roku. Pieczęć owalna, o wymiarach 24x23 mm, przedstawia snop zboża o piętnastu kłosach, stojący na murawie. W otoku napis * WELKI *** *** GURKI. 
W polu kolejnej pieczęci, odciśniętej na dokumencie z 1811, a później na metryce przychodu gruntowego z 1820, odciśnięto nową pieczęć, owalną, o wymiarach 26x24 mm. W polu przewiązany u dołu snop zboża z dziewięcioma długimi i siedmioma krótkimi kłosami. Legenda * WELKI • GURECKI • OBCE • PECZET. Pieczęć tą odciśnięto także na dokumentach z 1835, 1862, 1879 i 1881 roku.
Z roku 1890 zachował się niewyraźny odcisk kolejnej pieczęci, o wymiarach 26x28 mm, na której godłem jest górna połowa snopa z jedenastoma kłosami. Na otoku legenda PECZET OBCE WELKI GORECKI.
Ostatnia pieczęć z godłem odciśnięta jest na dokumencie z 1927. Okrągła, o średnicy 35 mm, bez otoku. Godło jest nieczytelne, ale prawdopodobnie przedstawia rolnika idącego za pługiem, ciągniętym przez dwa konie. Wokół godła napis Urząd Gminny * Wielkie Górki. 
W 1939 Marian Gumowski zaproponował rysunek herbu z jedenastoma kłosami w dwóch rzędach, wbrew pieczęciom na których były snopy. Zaproponował też śląskie barwy dla herbu. Obecnie używany herb wsi jest zgodny z propozycją Gumowskiego.

## Użycie
Herb Górek Wielkich razem z herbem Brennej i herbem Górek Małych jest prezentowany na różnych materiałach dotyczących gminy Brenna, chociaż ta oficjalnie nie uchwaliła jak dotąd własnego herbu.